# Lago Vegoritida
Lago Vegoritida (em grego:  Λίμνη Βεγορίτιδα - Limni Vegoritida), conhecido no passado como Lago Ostrovo (em grego:  Λίμνη Οστρόβου), é um grande lago natural na Macedônia ocidental, na região norte da Grécia, na unidade de Florina. Ele está situado a nordeste de Amyntaio e a 18 km a oeste de Edessa, numa altitude de 540 metros. A coordilheira de Voras está ao norte.